# Redenção Futebol Clube
Redenção Futebol Clube é um clube brasileiro de futebol, da cidade de Salvador, capital do estado da Bahia.
Fundado em 2 de dezembro de 1945, suas cores são o preto e o branco e o seu mascote é o cachorro, cujo apelido é "O Abnegado".

## Títulos
| ESTADUAIS | ESTADUAIS                   | ESTADUAIS | ESTADUAIS         |
|           | Competição                  | Títulos   | Temporadas        |
| --------- | --------------------------- | --------- | ----------------- |
|           | Campeonato Baiano - Série B | 3         | 1965, 1968 e 1975 |